# Spinolestes xenarthrosus
Spinolestes xenarthrosus és un mamífer extint del grup dels gobiconodòntids. Visqué al Cretaci inferior (Barremià, fa aproximadament 125 milions d'anys) i se n'han trobat fòssils al jaciment de Las Hoyas (Conca, Espanya).

## Descripció
Aquest animal és conegut a partir d'un espècimen molt ben conservat, que inclou les restes (a més de l'esquelet) dels pèls, la pell i els òrgans interns. Feia aproximadament 24 cm i pesava entre 50 i 70 grams (aproximadament les dimensions d'un ratolí). Les dents i les característiques esquelètiques indiquen que era un animal terrestre i que menjava insectes. Els seus teixits tous, amb estructures microscòpiques distingibles, es conservaren mitjançant un procés conegut com a fossilització fosfàtica.